# Léon Marie Constant Dansaert
Léon Marie Constant Dansaert, né le 2 octobre 1830 à Bruxelles et mort le 30 août 1909 à Écouen, est un peintre belge devenu français.

## Biographie
Léon Marie Constant Dansaert est le fils de Pierre Théodore Jean Joseph et Isabelle Constance Matthyssens, de la famille Dansaert bruxelloise.
Élève de Pierre-Édouard Frère, il expose au Salon de 1863 à 1894.
En 1860, il épouse Henriette Joséphine Agathe Tassain (1844-1876).
En 1863, le couple emménage à Écouen en 1863, puis donne naissance à sept enfants. Son nom est cité dans un roman d'Elizabeth Williams Champney.
Après la mort de sa femme en 1876, il se retrouve seul avec cinq enfants à charge et sa situation matérielle devient difficile, mais trouve un soutien chez ses nombreux amis.
Il est élu maire d'Écouen en 1879 et garde sa fonction jusqu'en 1895.
Il meurt à son domicile, à l'âge de 78 ans.

## Œuvres exposées aux Salons parisiens
(sauf mention)
- Le jeu des pantins, en 1756, au Salon de 1863
- L'Académie française soumettant à Richelieu la critique du Cid, au Salon de 1863
- Une lecture au XVIIIe siècle, au Salon de 1863
- La fête du village, au Salon de 1864
- L'entr'acte, au Salon de 1864
- Le poëte Gilbert, au Salon de 1865
- Voltaire à Potsdam, au Salon de 1865
- Le cabaret de Ramponeau, au Salon de 1866
- Le maître à danser, au Salon de 1866
- Les Porcherons, au Salon de 1868
- Vente à la criée à la fin du XVIIIe siècle, au Salon de 1868
- Vive le roi !, au Salon de 1869
- Repas de noces, au Salon de 1869
- Avant la vente, au Salon de 1870
- Un café de la fin du siècle dernier, au Salon de 1872
- Avant la séance, au Salon de 1873
- Marché aux fleurs, au Salon de 1874
- Rixe au cabaret, au Salon de 1874
- Un assommoir, à la barrière de Paris, au Salon de 1875
- Le Serrurier, au Salon de 1876 (Carcassonne)
- La lecture du contrat, au Salon de 1877
- La partie de dominos, au Salon de 1878
- Un monde qui s'écroule, au Salon de 1879
- A la barrière, au Salon de 1883
- Un bal sous le Directoire, au Salon de 1886
- Chapitre intéressant, au Salon de 1889
- La bonne lettre, au Salon de 1889 (Toulouse)
- Récit de chasse, au Salon de 1889 (Toulouse)
- Visite à la nourrice, au Salon de 1894 (Toulouse)